# Wacław Makowski (chemik)
Wacław Makowski – polski chemik, profesor nauk ścisłych i przyrodniczych.

## Życiorys
W 1987 ukończył studia chemiczne na Uniwersytecie Jagiellońskim, w 1992 obronił pracę doktorską pt. Badania metanizacji dwutlenku węgla oraz procesów towarzyszących na katalizatorach żelazowych, której promotorem był prof. Roman Dziembaj, w 2008 habilitował się na podstawie pracy zatytułowanej Równowagowa termodesorpcja n-alkanów – nowa metoda badania zeolitów i materiałów mezoporowatych. W 2021 uzyskał tytuł profesora nauk ścisłych i przyrodniczych.
Pracuje na Uniwersytecie Jagiellońskim oraz należy do Rady Dyscypliny Naukowej – Nauk Chemicznych UJ.